# Ray Anderson
Ray C. Anderson, född 28 juli 1934, död 8 augusti 2011, var en amerikansk entreprenör. Han var grundare och styrelseordförande i företaget Interface Inc  som är världens största tillverkare av modulära mattor, och en ledande tillverkare av tyger. Anderson var känd för sitt stora engagemang inom miljö- och hållbarhetsfrågor, vilket väcktes 1994 efter att han läst Paul Hawkens bok The Ecology of Commerce. 
Anderson definierade hållbar utveckling som att "inte ta något från naturen som inte är direkt förnybart, samt att inte skada biosfären". Han planerade att Interface ska vara ett hållbart företag år 2020.
Anderson medverkade i dokumentärfilmen The Corporation (2003) och har bland annat skrivit boken Confessions of a Radical Industrialist: Profits, People, Purpose: Doing Business by Respecting the Earth (2009, ISBN 0312543492).